# Castillo de Quíos

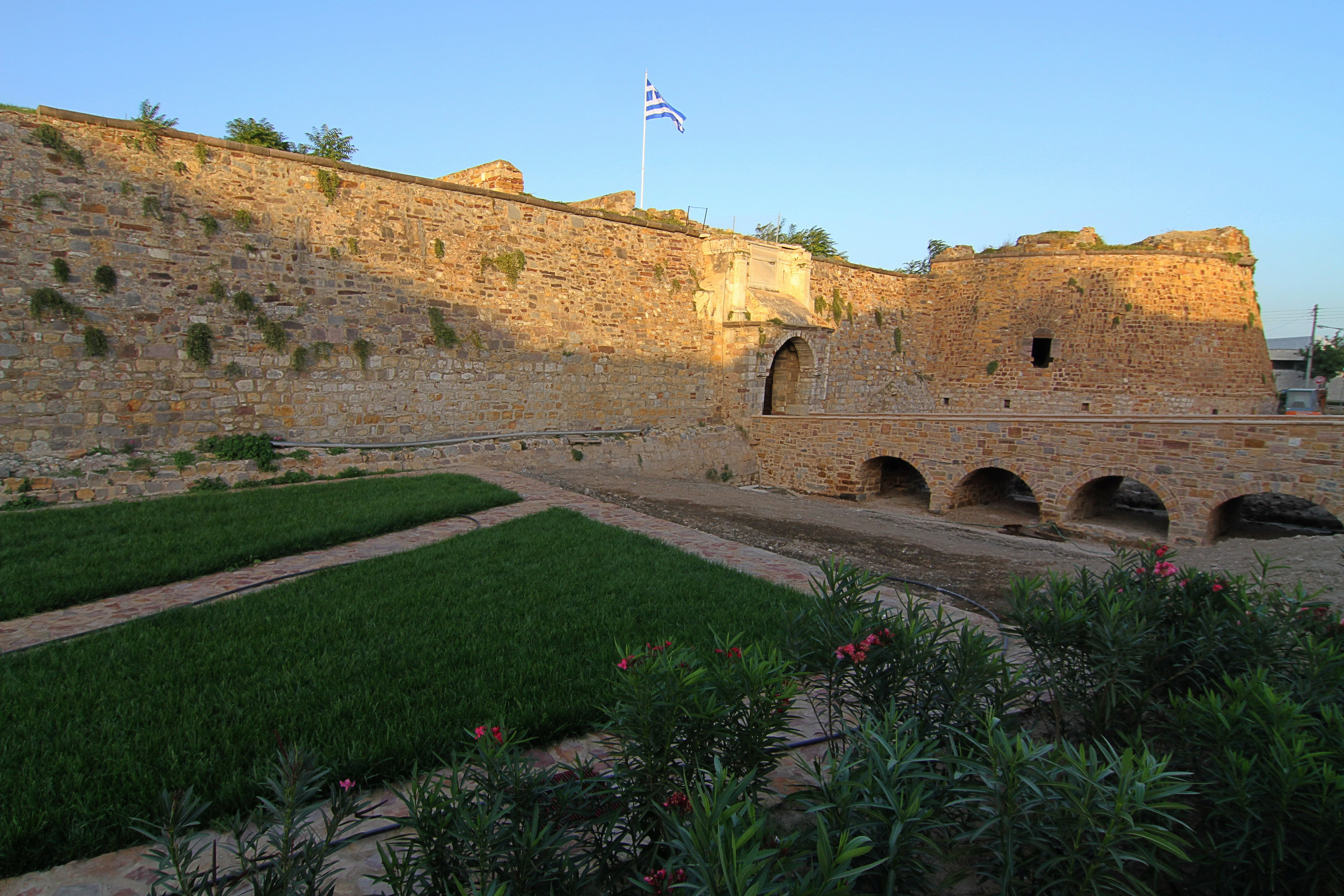
Castillo de Quíos.

El Castillo de Quíos (en griego: Κάστρο της Χίου) es una ciudadela medieval en la ciudad de Quíos, en la isla griega de Quíos.

## Historia

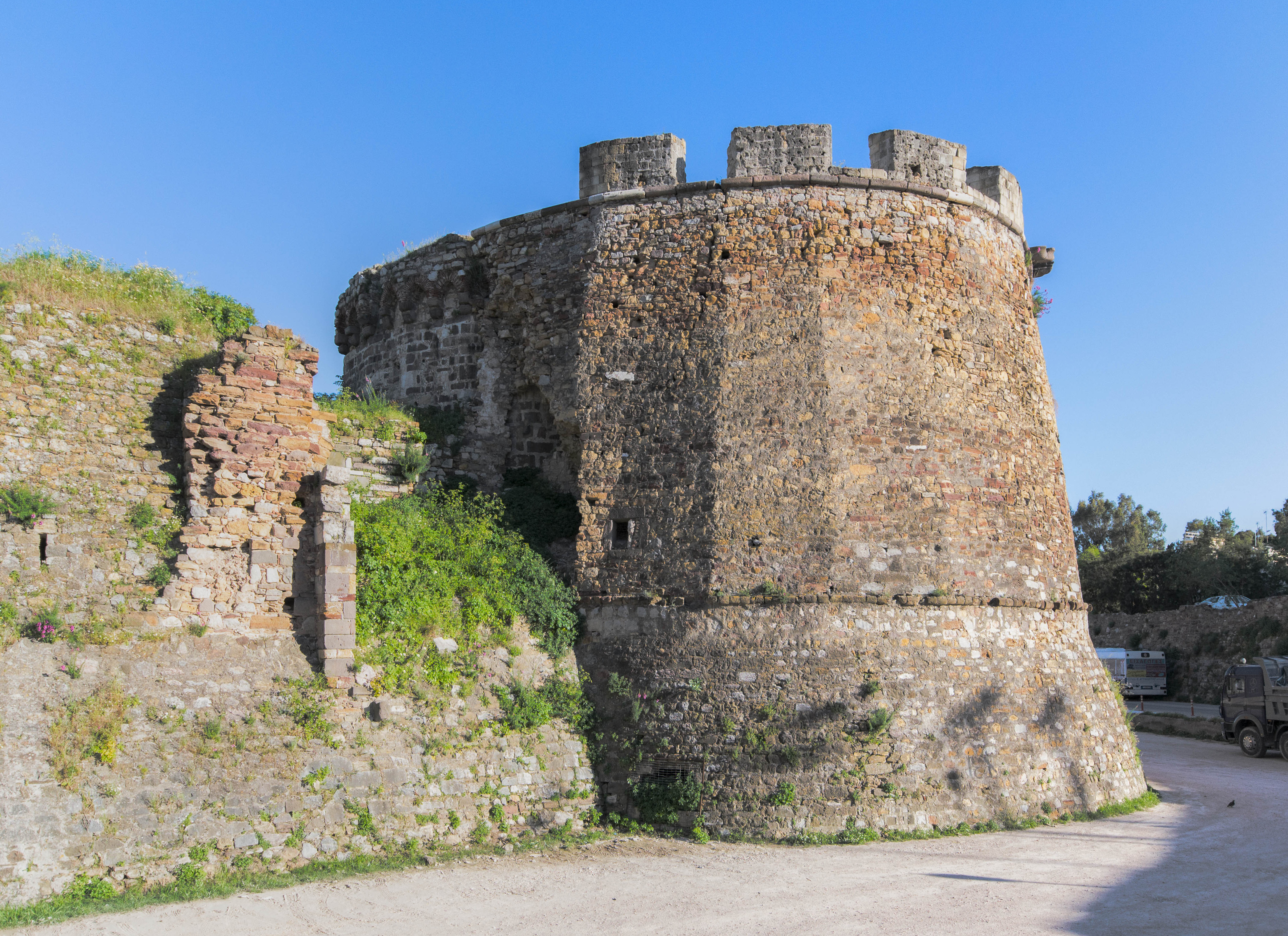
Vista externa.

El castillo fue construido en la época medieval con su primera fase de construcción habiéndose iniciado por los bizantinos en el siglo X. Las estructuras que sobreviven hasta la actualidad son parte de la construcción y expansión de fecha posterior a la época en que los genoveses, que mantenían intereses comerciales, gobernaron la isla durante el siglo XIV hasta el XVI. 
La construcción del castillo comenzó en 1328 bajo el señor genovés de la isla Martino Zaccaria. En 1329 fue capturado por los bizantinos, pero los genoveses regresaron en 1346. La presencia genovesa duró hasta 1556. Durante este período, la isla fue administrada por la Maona, una compañía comercial. Desde 1362, los líderes de la compañía pertenecían a la familia Giustiniani. 
En 1556 las fuerzas del sultán otomano Suleiman I ocuparon la isla. En 1694, los venecianos conquistaron la isla por un breve período de 6 meses. Después los turcos volvieron y se quedaron ahí hasta 1922, cuando Quíos pasó a formar parte de Grecia.